# Сексесерний комплекс
Сексесерний комплекс (рос. постреакционный комплекс, англ. successor complex) — радикальна йонна пара, що утворюється внаслідок переносу електрона від донора D до акцептора А, після того, як тi частинки продифундували разом з утворенням прекурсора чикомплексу зіткнення.
A + D (A D) (A– D+)